# Manuell frånkoppling
Manuell frånkoppling även kallad manuell förbrukningsfrånkoppling (MFK) är ett förfarande då områden kopplas bort från elsystemet. Det görs främst för att skydda elnätet men också så att det ska finnas el till samhällskritiska funktioner i situationer med eleffektbrist.

## I Sverige
I Sverige är det Svenska Kraftnät som beordrar en MFK till regionnätsbolagen som i sin tur beordrar det till lokalnätsbolagen, och det är lokalnätsbolagen som utför bortkopplingarna, vilket de ska göra inom 15 minuter. Lokalnätsbolagen kopplar bort ledningar, inte enskilda användare.
Det finns en prioritetsordning utifrån hur samhällsviktig elkonsumenten är. Processen för att välja ut de områden som är prioriterade kallas Styrel som står för "styrning av el till prioriterade elanvändare vid bristsituationer".
Risken för MFK är som störst på morgonen och på kvällen när det går åt som mest el, och nästan enbart i elområde 3 och 4. Orsaken kan vara att det saknas i området: att det inte produceras tillräckligt mycket el eller att det konsumeras för mycket el. När man inte lyckas sätta ett priskryss eftersom utbudet inte når efterfrågan. Manuell frånkoppling har inte använts i Sverige, men det har varit nära några gånger.
Längden av en frånkoppling tros (2022) handla om 1 till 2 timmar. Svenska Kraftnät bestämmer när och med hur stora effekter ledningar kan kopplas till igen. Liknande planeringssystem finns i bl.a. NIPP - National Infrastructure Protection Plan I USA och  CIP - National Strategy for Critical Infrastructure Protection i Tyskland.